# Progressiva partiet (Sydafrika)
Progressive Party, Progressive Reform Party och slutligen Progressive Federal Party var ett liberalt, progressivt parti i Sydafrika som motsatte sig apartheidpolitiken. Partiet bildades 1959 och slogs 1975 ihop med det lilla Reform Party till Progressive Reform Party, och var därefter 1977-1989 verksamt under namnet Progressive Federal Party. Partiet bestod för det mesta av avhoppare från United Party och andra liberala grupper i Sydafrika. Partiet blev under det sena 1900-talet en stark opposition mot Nationalistpartiet och dess apartheidpolitik. Arvet från partiet förvaltades från 1989 av Demokratiska partiet, idag Democratic Alliance.

## Historia
När United Party (UP) förlorade makten till Nationalispartiet (NP) i valet 1948, så började partiet profilera sig mer som ett diffust missnöjesparti och med en klart konservativ politik. Under partikongressen 1959 röstade UP för att minska de olika icke-vitas betydelse i politiken i Sydafrika, vilket även var det regerande NP:s linje. Många liberaler inom partiet ogillade partiets politik i allmänhet och detta i synnerhet, och lämnade partiet för att bilda Progressive Party.
Denna grupp höll ett möte den 23-24 augusti hemma hos Helen Suzman, som senare skulle bli känd som en av landets ledande liberaler i kampen mot apartheid. 13 november 1959 höll partiet sin första kongress i Johannesburg. Gruppen bestod av 12 vita parlamentsledamöter från United Party. Jan Steytler, som var en f.d. ledare för UP i Kapprovinsen valdes till partiledare.
I valet 1961 förlorade alla partiets ledamöter utom Helen Suzman sina mandat och fram till 1974 skulle hon vara den enda parlamentsledamoten som företrädde partiet och det rena motståndet mot apartheidsystemet. I parlamentsvalet 1974 vann partiet slutligen sju mandat i kölvattnet av större internationellt tryck och sanktioner. 1975 gick PP ihop med den avhoppade UP-politikern Harry Schwarz' Reform Party och bildade Progressive Reform Party, från 1977 som Progressive Federal Party.
I valet 1977 erövrade PFP rollen som största oppositionsparti från det hopplöst reformerade New Republic Party (United Party), och cementerade denna nya ställning i valet 1981. Men under 1980-talet började Nationalistpartiet, pressade av internationella sanktioner och en allt mer våldsam motståndskamp från African National Congress, att genomföra begränsade reformer som luckrade upp en del av apartheidpolitiken. Detta gjorde att NP kunde öka sitt stöd hos reforminriktade vita väljare på bekostnad av PFP och NRP, samtidigt som en hårdför falang inom Nationalistpartiet gjorde kraftigt motstånd och lämnade i protest för att bilda utbrytarpartiet Konservativa partiet, som gick till val på en återgång till Apartheid i sin ursprungliga form. I valet 1987 förlorade PFP flera av sina mandat, samt miste rollen som största oppositionsparti till KP.
1989 gick PFP ihop med andra liberala grupper och bildade Democratic Party, vilket ledde till att väljarstödet tillfälligt ökade. Man misslyckades dock med att återta sin tidigare ställning som största oppositionsparti, och kom att förlora stöd igen i det första allmänna valet 1994. Under Tony Leons ledning vann partiet dock snabbt mark efter detta och etablerade sig som det största oppositionspartiet i valet 1999. DP ingick år 2000 ett samarbete med det reformerade "Nya Nationalistpartiet" (NNP) för att tillsammans bilda Democratic Alliance, till idag största oppositionsparti i Sydafrika. NNP bröt sig ur alliansen 2001 för att istället närma sig ANC, men DA valde ändå att behålla den nya partinamnet.

## Ideologi
PFP var ett liberalt parti, som på grund av olika apartheidlagar endast bestod av personer ur den vita folkgruppen i Sydafrika. I början av 1960-talet talade partiet inte om systemet "en person - en röst" och förespråkade istället olika system och tester som skulle garantera ett rättvist valsystem. Under 1970-talet började partiet på allvar vinna mark och samtidigt förespråka förhandlingar om demokratiska fri- och rättigheter för alla medborgare i Sydafrika. 
Partiet förespråkade federalism och de olika bantustanernas rättigheter. Partier var starkt emot apartheid och motsatte sig kraftigt de olika lagarna som försvårade livet för de icke-vita i Sydafrika.
Under det sena 1970- och tidiga 1980-talet fick PFP omkring 20% av rösterna från vita väljare. Rösterna kom till största del ifrån liberala engelsktalande och ett fåtal afrikander. Eftersom värderingarna och åsikterna förändrades bland de vita sydafrikanerna, tilltalade PFP dessa.